# Warwickia pilosa
Warwickia pilosa is een keversoort uit de familie bladsprietkevers (Scarabaeidae). De wetenschappelijke naam van de soort werd in 1939 als Benedictia pilosa gepubliceerd door Sanderson. De naam Benedictia was echter al vergeven aan een geslacht van Gastropoda, en in 2005 stelden Andrew B.T. Smith en Arthur V. Evans het nomen novum Warwickia voor het geslacht voor.